# Jazd megye
Jazd megye (perzsa nyelven: شهرستان یزد) Irán Jazd tartományának középső elhelyezkedésű megyéje az ország középső, délnyugati részén. Délen Mehriz megye, délnyugaton Taft megye, északról Ardakán megye, északkeletről Jazd megye, keletről és délkeletről Báfg megye határolják. Székhelye az 529 000 fős Jazd városa. Összesen négy város tartozik a megyéhez: Jazd, a megye székhelye, valamint Záracs, Hamidije, illetve Sáhedije. A megye lakossága több, mint 530 000 fő. A megye két kerületet foglal magába: Központi kerület és Záracs kerület.

## Fordítás
- Ez a szócikk részben vagy egészben  a   Yazd County című angol Wikipédia-szócikk ezen változatának fordításán alapul.  Az eredeti cikk szerkesztőit annak laptörténete sorolja fel. Ez a jelzés csupán a megfogalmazás eredetét és a szerzői jogokat jelzi, nem szolgál a cikkben szereplő információk forrásmegjelöléseként.